# پذیرفتاری مغناطیسی

نمودار پذیرفتاری مغناطیسی بر حسب دما برای قطعه‌ای آهن جهت مشاهده اثر هاپکینسون

پذیرفتاری مغناطیسی یا قابلیت مغناطیسی (به انگلیسی: Magnetic susceptibility) قابلیت مغناطیزه شدن ماده‌ای را گویند و این یعنی چه مقدار از یک ماده قرار داده شده در یک میدان مغناطیسی مغناطیسی می‌شود.
بر این اساس می‌توان مواد را به ۳ دستهٔ فرومغناطیسی، پارامغناطیسی، و دیامغناطیسی دسته‌بندی نمود.
بویژه در ان ام آر هنگام قرار گرفتن یک ماده در یک میدان مغناطیسی خارجی، باعث تغییر آن میدان مغناطیسی در محیط دور و اطراف خود می‌گردد.